# Ibayo Silangan
Ibayo Silangan är en barangay i kommunen Naic i Filippinerna. Kommunen ligger på ön Luzon och tillhör provinsen Cavite.